# Geschenkt … ist noch zu teuer!
Geschenkt … ist noch zu teuer! ist ein Kartenspiel von Thorsten Gimmler und erschien erstmals 2004 bei Amigo. Das Spiel stand 2005 unter anderem auf der Empfehlungsliste zum „Spiel des Jahres“ und erreichte den zweiten Platz beim „À-la-carte-Kartenspielpreis“. 2011 veröffentlichte Amigo eine Neuauflage mit überarbeiteter Gestaltung unter dem Titel GESCHENKt.
2017 erschien eine weitere Neuauflage unter dem Titel Schöne Schei#!?e, wiederum mit einer neuen grafischen Gestaltung. In dieser Gestaltung wurde es 2018 für den Deutschen Spielegrafikpreis Graf Ludo nominiert. Im englischen Sprachraum wird das Spiel seit 2005 unter dem Namen No Thanks! vertrieben.

## Spielidee und Ablauf
Nacheinander werden Karten mit unterschiedlichen Werten vom Stapel aufgedeckt, die ein Spieler entweder aufnehmen oder – gegen Zahlung eines Spielchips – ablehnen kann. Alle Karten zählen bei Spielende Minuspunkte, jedoch können Spieler diese reduzieren, indem sie versuchen, Kartenreihen zusammenzustellen.
Das Spielmaterial umfasst:
- 33 Spielkarten mit aufgedruckten Werten von 3 bis 35
- 55 Spielchips

Zu Beginn einer Partie werden sämtliche Spielkarten gemischt und neun der Karten unbesehen aussortiert, die übrigen 24 Karten bilden einen verdeckten Stapel. Jeder Spieler erhält einen Vorrat an Spielchips, den er im folgenden Spielverlauf vor seinen Mitspielern möglichst geheim hält. 
Vom Stapel wird jeweils die oberste Karte aufgedeckt. Ist ein Spieler am Zug, muss er entscheiden, ob er die Karte aufnehmen möchte oder sie ablehnt. Lehnt er sie ab, muss er dafür einen Spielchip aus seinem Vorrat zahlen und neben die Karte legen, anschließend ist der nächste Spieler an der Reihe und hat die gleiche Wahl. Nimmt ein Spieler die ausliegende Karte auf, erhält er auch sämtliche ausliegenden Spielchips. Hat ein Spieler keine Chips, um das Ablehnen einer Karte zu bezahlen, muss er die ausliegende Karte aufnehmen, erhält so aber meistens auch wieder neue Chips. Wurde eine ausliegende Karte aufgenommen, wird eine neue vom Stapel aufgedeckt.
Das Spiel endet, wenn die letzte Karte von einem Spieler aufgenommen wurde. In der folgenden Auswertung zählen die Spieler ihre Punkte. Jede Karte zählt Minuspunkte gemäß ihrem aufgedruckten Wert, bei Kartenreihen zählt jedoch nur der Wert der niedrigsten Karte. Ferner zählt jeder Spielchip einen Pluspunkt. Ein Beispiel für die Punktezählung: Ein Spieler besitzt am Ende des Spiels die Karten 5, 10, 11, 12 und 27. Die Karten 5 und 27 zählen ihrem Wert entsprechend viele Minuspunkte. 10, 11 und 12 bilden jedoch eine Reihe, so dass hierbei nur die Minuspunkte der 10 gezählt werden. Der Spieler notiert sich also 5 + 10 + 27 = 42 Minuspunkte.

## Auszeichnungen und Kritiken
Das Spiel stand 2005 auf der Empfehlungsliste zum „Spiel des Jahres“ und erreichte den zweiten Platz beim „À-la-carte-Kartenspielpreis“. Ebenfalls 2005 war es für den vom französischen Spielemagazin Tric Trac vergebenen Preis „Tric Trac d’Or“ nominiert, im darauffolgenden Jahr stand es auf der Nominierungsliste für den französischen Kritikerpreis „As d’Or – Jeu de l’Année“.
Die Kritiken zu Geschenkt … ist noch zu teuer! fielen insgesamt sehr positiv aus. Die Rezensenten lobten es als ein schnell erklärtes, kurzweiliges Kartenspiel mit „hohem Spaß- und Ärgerfaktor“. Einigen Rezensenten war der Glücksanteil allerdings zu hoch, zudem wurde auch die „langweilige“ bzw. „eher zweckmäßige“ Aufmachung der Karten (Auflage von 2004) mehrfach kritisiert.
In der Gestaltung von Dennis Lohausen wurde Schöne Sch#!?e von 2017 für den Deutschen Spielegrafikpreis Graf Ludo 2018 nominiert.

## Neuauflagen
Unter dem Titel GESCHENKt veröffentlichte Amigo 2011 eine Neuauflage des Spiels mit einer überarbeiteten grafischen Gestaltung, zudem wurde die Spielerzahl von vormals fünf auf sieben angehoben. 2017 wurde die grafische Gestaltung nochmals erneuert – diesmal sind die Karten mit Zeichnungen von Dennis Lohausen illustriert – und das Spiel dieses Mal unter dem Titel Schöne Sch#!?e veröffentlicht. Der Umfang des Spielmaterials und die Spielregeln entsprechen bei beiden Neuauflagen unverändert denen der ersten Version.